# Campeonato de Oceanía de Taekwondo de 2005
El I Campeonato de Oceanía de Taekwondo se celebró en Sídney (Australia) en 2005 bajo la organización de la Unión de Taekwondo de Oceanía.
En total se disputaron en este deporte ocho pruebas diferentes, cuatro masculinas y cuatro femeninas.

## Resultados

### Masculino
| Evento | Oro                     | Plata                        | Bronce                          |
| ------ | ----------------------- | ---------------------------- | ------------------------------- |
| –58 kg | Ali Khalil Australia    | Michael Mae Australia        | Thomas Tawan Papúa Nueva Guinea |
| –68 kg | Safwan Khalil Australia | Joshua Tjong Australia       | Luke Atkins Australia           |
| –80 kg | Zarko Mikulic Australia | Benn Nicholson Australia     | Adam Wright Australia           |
| +80 kg | Peter Vasily Australia  | Dafydd Sanders Nueva Zelanda | James Tomlinson Australia       |

### Femenino
| Evento | Oro                        | Plata                    | Bronce                  |
| ------ | -------------------------- | ------------------------ | ----------------------- |
| –49 kg | Kylie Jackson Australia    | Sara Ashley Australia    | —                       |
| –57 kg | Carly Reasbeck Australia   | Rochelle Small Australia | Amy Bodziony Australia  |
| –67 kg | Mayssaa Iksander Australia | Misty Walsh Australia    | Jasmine Cross Australia |
| +67 kg | Natacha Stekovic Australia | Linda Lawrence Australia | —                       |

## Medallero
| Núm. | País               | Oro | Plata | Bronce | Total |
| ---- | ------------------ | --- | ----- | ------ | ----- |
| 1    | Australia          | 8   | 7     | 5      | 20    |
| 2    | Nueva Zelanda      | 0   | 1     | 0      | 1     |
| 3    | Papúa Nueva Guinea | 0   | 0     | 1      | 1     |
|      | TOTAL              | 8   | 8     | 6      | 22    |